# Лагодинська Галина Миколаївна
Галина Миколаївна Лагодинська-Залеська (1900, Делятин, Надвірнянський район, Івано-Франківська область — 1964, США) — українська піаністка, музична діячка, письменниця і педагог. Дочка Миколи Лагодинського, дружина композитора та диригента Осипа Залеського.

## Родина
Народилася в родині Миколи Лагодинського та його дружини Клавдії.
Батько — адвокат, громадсько-політичний діяч, доктор права. Активний член Української радикальної партії, створив у Делятині читальню «Просвіти», посол до віденського парламенту та Галицького сейму. Брав участь у створенні відділів УСС, Загальної Української Ради, Національної Ради ЗУНР.
Сестра — Ярослава-Олександра (псевдонім — Леся Верховинка; 1903—1936), авторка поезій та оповідань з гуцульського життя, друкувалася в журналах «Молода Україна», «Нові шляхи», «Світ дитини».

## Біографія
Початкову освіту отримали вдома, бо батьки не хотіли посилати своїх дітей до польської школи.
Середню освіту закінчила в гімназії Сестер Василіянок (Львів). Одночасно вивчала у Вищому музичному інституті ім. М. Лисенка гру на фортепіано у професора Марії Криницької, теоретичні дисципліни — у професора Станіслава Людкевича.
1921 — виїхала до Відня для подальшого навчання. Музикологічні предмети студіювала у Віденському університеті та приватній музичній школі Кайзера, додатково навчалася гри на фортепіано у піаністки Софії Дністрянської (з Рудницьких).
Після завершення навчання працювала вчителькою гри на фортепіано у різних філіях Вищого музичного інституту ім. М.Лисенка: Станиславів (1923—1929), Дрогобич (1929—1931), Коломия (1931—1941), знову Станиславів (1941—1944).
Серед учнів-піаністів Г. Лагодинської в Коломийській філії ВМІ ім. М. Лисенка: Маруся Витвицька-Сливинська (США), Люба Коссак-Баб'юк (багаторічний викладач Львівської консерваторії ім. М.Лисенка), Надія Недільська (викладач Музичного інституту у Філадельфії), Леся Шипайло (США), Юрій Новодворський (довголітній завідувач фортепіанного відділу Івано-Франківського музичного училища ім. Д.Січинського), Любомир Ковалів (загинув під час Другої світової війни), Ярослав Турянський (США), Надія Корвацька (Коломия), Наталія Степаняк (загинула в роки війни), Дарія Михайлів-Ставнича (Івано-Франківськ), Оксана Яремич (США) та інші.
Часто виступала з сольними концертами. У газеті «Діло» (1927) вміщено статтю Василя Барвінського «Концерт Галі Лагодинської», де, зокрема, написано: «Першу спробу утвердитися перед публікою на самостійному концерті, що відбувся на початку грудня 1927 році у Станіславові, мала піаністка Галя Лагодинська. Її концертна програма складалася з творів: Й. Брамс „Рапсодія Es Dur№“, Р.Шуман „Новелетта fis moll“, Л. ван Бетховен „Соната As Dur“, Ф. Шопен „Скерцо cis moll“, декілька мініатюр українських композиторів». Цей виступ Василь Барвінський вважав цілком вдалим і висловловив побажання, щоби піаністка «продовжувала свою працю і змагання на тім шляху, що особливо в початках не все вистелений рожами».
Не переставала вдосконалюватися як піаністка, тому доїжджала у Львів на лекції відомого піаніста Еґона Петрі, який у 1929—1932 проводив у багатьох європейських містах майстер-курси, поширюючи піаністичну систему Феруччо Бузоні.
Багато працювала на радіо, зокрема, для запису концертних програм, зданих у 1936-1937 до СУПроМу для радіотрансляцій.
1944 — виїхала на еміґрацію (Відень, потім Буенос-Айрес, де викладала фортепіано у музичній школі при монастирі о. Василіян).
Літо 1955 — переїхала до Баффало (США). Працювала вчителькою гри на фортепіано та управителькою відділу Музичного інституту в Нью-Йорку. Восени того ж року вона вийшла заміж за відомого музикознавця, композитора, диригента Осипа Залеського (були знайомі ще з 1920-х років, коли їх пов'язувала спільна праця).
Плідно працювала літератором, авторкою рецензій, статей, нотаток, спогадів-сильветок про українських та іноземних музикантів.

## Спогади
Мій спогад про Софію Дністрянську // «Овид» (Чикаго), ч. 4, 1957.